# Боніково
Боніково (пол. Bonikowo, нім. Bonikau) — село в Польщі, у гміні Косцян Косцянського повіту Великопольського воєводства.
Населення — 499 осіб (2011).
У 1975-1998 роках село належало до Лешненського воєводства.

## Демографія
Демографічна структура станом на 31 березня 2011 року:
|          | Загалом | Допрацездатний вік | Працездатний вік | Постпрацездатний вік |
| -------- | ------- | ------------------ | ---------------- | -------------------- |
| Чоловіки | 260     | 53                 | 190              | 17                   |
| Жінки    | 239     | 47                 | 149              | 43                   |
| Разом    | 499     | 100                | 339              | 60                   |